# AES67
AES67 je otevřený interoperabilní standard, zajišťující vysoce kvalitní streaming audia přes IP a audia přes ethernet. Tento standard byl poprvé zveřejněn skupinou Audio Engineering Society v září roku 2013. Hlavním důvodem jeho vzniku byla potřeba propojit již existující protokoly, jako třeba Dante nebo Ravenna. AES67 zajišťuje, aby do jedné sítě mohla být připojena všechna zařízení sjednocená pod jeden společný protokol.

## Přehled

### Synchronizace
K synchronizaci času na všech zařízeních v síti využívá AES67 protokol PTP, přesněji PTPv2 (IEEE1588-2008). Ten vytvoří společný synchronizovaný čas na všech zařízení. K tomu využívá PTPv2 Best Master Clock Algoritmus (BMCA), který automaticky vyhodnotí hlavní zařízení pro použití času v dané lokální síti.

### Transport
AES67 pro transport dat používá IP pakety formátované protokolem RTP (Real-time Transport Protokol) do formátu PCM. Interoperabilita AES67 je zaměřena na 24bitové nezkomprimované audio se vzorkem frekvence 48kHz, kde jsou pakety přenášeny v intervalu jedné milisekundy, avšak jiné parametry jsou taktéž podporovány.

### Connection management
Pro Unicast používá AES67 protocol SIP. Pro Multicast používá IGMP (Internet Group Management Protokol), který zajišťuje, aby se síť nezahltila tokem dat bez odběratelů dat. IGMP posílá data do portů switche, kde jsou na něj napojená zařízení, která odebírají data z daného streamu. Switche použité v síti musí podporovat minimálně IGMPv2, aby zabránili přetečení paketů z multicastu. IGMP má také vlastnost adaptování všech zařízení v síti na nejstarší verzi tohoto protokolu v síti.

## Historie vývoje
AES67 standard začal být vyvíjen Audio Engineering Society na začátku roku 2010. Vydán byl poté roku 2013.
Ke konci roku 2014 byla založena Media Networking Alliance, aby promovala adaptaci AES67.
V roce 2015 byl standard aktualizován. Aktualizace obsahovala objasnění a byly opraveny nahlášené chyby.
V roce 2016 byl vydán dokument popisující synchronizační parametry pro AES67 k dosažení interoperability se SMPTE 2059-2. V roce 2021 dostal tento dokument revizi.
V roce 2018 byl vydán AES67-2018. Hlavní změna v této verzi bylo přidání protokolu PICS (Protocol implementation conformance statement). Ten zajišťuje aby AES67 správně dodržoval své implementace.
V roce 2019 získal výbor AES Standardů a AES67 editor Kevin Groos cenu Technology and Engineering Emmy Award za vývoj synchronizovaného multikanálového nekompresovaného audia přes IP sítě.

## Adaptace
Standard AES67 byl doposud implementován pro Axia Audio, Ross Video, Audinate, Archwave, Merging Technologies a je také podporován zařízeními RAVENNA-enabled pod operačním profilem AES67.